# Варроад (Міннесота)
Варроад (англ. Warroad) — місто (англ. city) в США, в окрузі Росо штату Міннесота. Населення — 1830 осіб (2020).

## Географія
Варроад розташований за координатами 48°55′4″ пн. ш. 95°19′47″ зх. д. / 48.91778° пн. ш. 95.32972° зх. д. (48.917888, -95.329740).  За даними Бюро перепису населення США в 2010 році місто мало площу 7,51 км², з яких 7,23 км² — суходіл та 0,29 км² — водойми. В 2017 році площа становила 8,14 км², з яких 7,86 км² — суходіл та 0,29 км² — водойми.

### Клімат
| Клімат : Варроад        | Клімат : Варроад | Клімат : Варроад | Клімат : Варроад | Клімат : Варроад | Клімат : Варроад | Клімат : Варроад | Клімат : Варроад | Клімат : Варроад | Клімат : Варроад | Клімат : Варроад | Клімат : Варроад | Клімат : Варроад | Клімат : Варроад |
| Показник                | Січ.             | Лют.             | Бер.             | Квіт.            | Трав.            | Черв.            | Лип.             | Серп.            | Вер.             | Жовт.            | Лист.            | Груд.            | Рік              |
| Абсолютний максимум, °C | 10,0             | 13,3             | 27,2             | 33,9             | 37,2             | 38,9             | 39,4             | 38,3             | 35,6             | 30,0             | 22,8             | 11,7             | 39,4             |
| Середній максимум, °C   | −10,4            | −7               | 0,3              | 9,7              | 17,7             | 22,9             | 26,0             | 24,9             | 19,0             | 12,1             | 1,2              | −7,2             | 9,1              |
| Середня температура, °C | −15,3            | −12,2            | −4,8             | 4,0              | 11,2             | 16,8             | 19,5             | 18,4             | 12,9             | 5,6              | −3,3             | −12,1            | 3,5              |
| Середній мінімум, °C    | −22,7            | −20,3            | −12,4            | −2,6             | 4,7              | 10,7             | 13,3             | 11,8             | 6,4              | 0,6              | −8,2             | −17,8            | −3,1             |
| Абсолютний мінімум, °C  | −48,3            | −48,3            | −41,1            | −27,8            | −10              | −6,7             | 0,0              | −1,7             | −8,3             | −24,4            | −34,4            | −45,6            | −48,3            |
| Норма опадів, мм        | 16               | 13               | 21               | 36               | 62               | 96               | 87               | 71               | 66               | 42               | 26               | 17               | 553              |
| Днів з опадами          | 6,4              | 4,8              | 5,9              | 6,2              | 8,5              | 10,4             | 10,1             | 8,9              | 9,1              | 7,1              | 6,2              | 6,2              | 90,9             |
| ----------------------- | ---------------- | ---------------- | ---------------- | ---------------- | ---------------- | ---------------- | ---------------- | ---------------- | ---------------- | ---------------- | ---------------- | ---------------- | ---------------- |
| Джерело: Weather Base   |                  |                  |                  |                  |                  |                  |                  |                  |                  |                  |                  |                  |                  |

## Демографія
Згідно з переписом 2010 року, у місті мешкала 1781 особа в 764 домогосподарствах у складі 452 родин. Густота населення становила 237 осіб/км².  Було 839 помешкань (112/км²).
Расовий склад населення:
| - 83,3 % — білих - 8,5 % — азіатів - 5,7 % — корінних американців - 0,1 % — чорних або афроамериканців |

До двох чи більше рас належало 2,5 %. Частка іспаномовних становила 1,0 % від усіх жителів.
За віковим діапазоном населення розподілялося таким чином: 25,0 % — особи молодші 18 років, 59,8 % — особи у віці 18—64 років, 15,2 % — особи у віці 65 років та старші. Медіана віку мешканця становила 38,9 року. На 100 осіб жіночої статі у місті припадало 99,9 чоловіків;  на 100 жінок у віці від 18 років та старших — 100,6 чоловіків також старших 18 років.
Середній дохід на одне домашнє господарство  становив 49 842 долари США (медіана — 37 528), а середній дохід на одну сім'ю — 60 714 долари (медіана — 47 772). Медіана доходів становила 36 250 доларів для чоловіків та 33 478 доларів для жінок. За межею бідності перебувало 23,7 % осіб, у тому числі 46,4 % дітей у віці до 18 років та 8,9 % осіб у віці 65 років та старших.
Цивільне працевлаштоване населення становило 927 осіб. Основні галузі зайнятості: виробництво — 34,5 %, освіта, охорона здоров'я та соціальна допомога — 17,4 %, мистецтво, розваги та відпочинок — 14,6 %.